# Hexophthalma hahni
Araignée des sables, Araignée des sables à six yeux
Espèce
Synonymes
- Hexomma hahnii Karsch, 1878
- Sicarius testaceus Purcell, 1908

Hexophthalma hahni est une espèce d'araignées aranéomorphes de la famille des Sicariidae. On l'appelle aussi, et surtout, l'araignée des sables ou l'araignée des sables à six yeux.

## Distribution
Cette espèce se rencontre en Namibie, au Zimbabwe et en Afrique du Sud. L'espèce vit principalement dans les régions désertiques d'Afrique du sud.

## Description
Le mâle holotype mesure 11 mm.
Le mâle décrit par Lotz en 2012 mesure 10,8 mm et la femelle 10,5 mm
Elle peut être brune, rouge ou encore jaune.

## Venin
Son venin très puissant provoque un effet hémolytique, cela signifie la rupture des globules rouges et la libération d'hémoglobine. Son venin provoque aussi un effet nécrotique, destruction des cellules et des tissus. Contrairement à certains venins neurotoxiques qui agressent le cerveau, le poison hémotoxique de l'araignée des sables ne connaît pas de remède pour l’instant. 

## Systématique et taxinomie
En 1876, il est remplacé par Hexophthalma par Karsch en 1879. Elle est placée dans le genre Sicarius par Simon en 1893 puis dans le genre Hexophthalma par Magalhães, Brescovit et Santos en 2017.
Sicarius testaceus a été placée en synonymie par Lotz en 2018.

## Étymologie
Cette espèce est nommée en l'honneur de Carl-Hugo Hahn.

## Publication originale
- Karsch, 1878 : « Exotisch-araneologisches. 1. » Zeitschrift für die gesammten Naturwissenschaften, vol. 51, p. 332-333.